# رالف بولتون
رالف بولتون (انگلیسی: Ralph Boulton; ۲۲ ژوئیهٔ ۱۹۲۳ – ۱۹۹۲ (۶۸−۶۹ سال)) بازیکن فوتبال بود.
از باشگاه‌هایی که در آن بازی کرده‌است می‌توان به باشگاه فوتبال گریمزبی تاون اشاره کرد.